# Siempre (Adiós Dulcinea - Parte II)
Siempre (Adiós Dulcinea - Parte II) es el decimonoveno sencillo de Mägo de Oz, y el tercer y último del álbum Gaia III: Atlantia. Esta es la continuación de la canción Adiós Dulcinea incluida en el álbum recopilatorio The Best Oz. Además sería remasterizada en el álbum Celtic land, siendo interpretada por Patricia Tapia.
Este es el único tema de los tres videoclips de Gaia III: Atlantia que no contiene Making off, eso debido a que se usaron actores para grabar y mientras sucedía, Mägo de Oz no estaba presente. Cabe destacar que Fernando Ponce y Patricia Tapia no aparecen en el videoclip.
Este fue el primer sencillo de la banda que se lanzó de forma digital, desde aquí Mägo de Oz no sacaría más sencillos en formatos físicos siendo el último Vodka 'n' Roll.

## Lista de canciones
| N.º  | Título                                | Duración |  |
| 1.   | «Siempre (Adiós Dulcinea - Parte II)» | 4:52     |  |
| 4:52 |                                       |          |  |